# Krościenko nad Dunajcem
Krościenko nad Dunajcem is een dorp met stadsrechten in het Poolse woiwodschap Klein-Polen, in het district Nowotarski. De plaats maakt deel uit van de gemeente Krościenko nad Dunajcem en telt 3500 inwoners.

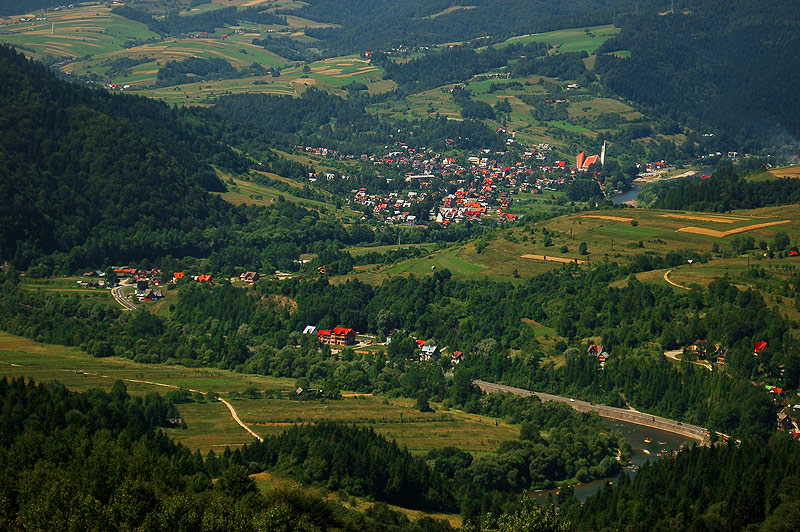
Zicht op Krościenko